# 古河市立古河市サッカー場
古河市立古河市サッカー場（こがしりつこがしサッカーじょう）は、茨城県古河市にあるサッカー専用グラウンドである。

株式会社ヨシダがネーミングライツを取得し、愛称が「ヨシダサッカーフィールド」となった。取得期間は2022年8月1日から5年間。

## スペック
- サッカーグラウンド1面（105x68m）
- スタンド:メインスタンドのみ。収容人数6000人
- 照明設備:なし
- 人工芝

## 試合実績
- 主に関東大学サッカーリーグの会場でも使われているほかに、日本フットボールリーグでも使用されている。

## アクセス
宇都宮線古河駅から車で13分。